# Trump International Hotel and Tower (New York)
Il Trump International Hotel and Tower è un grattacielo situato a Central Park West nel Columbus Circle tra Broadway e Central Park West, a Manhattan, New York. L'edificio è alto 177 metri e ha 44 piani.
Il proprietario è la Trump Organization e dispone di camere d'albergo e condomini residenziali. L'edificio era in precedenza di Gulf and Western, progettato da Thomas E. Stanley e costruito nel 1968. Tra il 1995 e il 1997, fu lasciata solo la sua struttura in acciaio e gli fu data una nuova facciata progettata da Philip Johnson e Alan Ritchie.
L'edificio è stato utilizzato come cornice per il film Tower Heist - Colpo ad alto livello del 2011.
Dall'elezione di Trump a Presidente degli Stati Uniti, l'hotel è stato talvolta teatro di proteste contro il suo governo.

## Architettura
Il Trump International Hotel and Tower era originariamente il Gulf and Western Building, progettato da Thomas E. Stanley e costruito alla fine degli anni '60. Fu costruito da HRH Construction. Dal 1995 al 1997, Philip Johnson e Costas Kondylis ristrutturarono l'edificio nell'attuale Trump International Hotel and Tower. Cantor Seinuk fu l'ingegnere strutturale per la ristrutturazione. L'edificio di 44 piani è alto 178 m ed è progettato con 57.000 m2. Questo conferisce all'edificio un rapporto di superficie calpestabile (FAR) di 18. Poiché gli edifici residenziali erano limitati a un FAR di 12, Trump ha suddiviso la torre in due strutture separate per motivi di zonizzazione: un hotel di 17 piani alla base e una torre residenziale di 28 piani al piano superiore.
La torre è gestita dalla Trump Organization, una società guidata dall'imprenditore edile e poi presidente degli Stati Uniti Donald Trump. Le unità alberghiere sono di proprietà del General Electric (GE) Pension Trust e di Galbreath & Company, che hanno collaborato con Trump nella conversione residenziale degli anni '90.

### Piazza
Inizialmente, il Gulf and Western Building era circondato da una piazza pubblica leggermente rialzata rispetto al marciapiede. La facciata di Central Park West era rialzata di due gradini rispetto al marciapiede. In origine, l'angolo nord-ovest del lotto ospitava un'area con posti a sedere attorno a una scala che conduceva a un cinema seminterrato, il Paramount Theater. L'unica parte fuori terra del cinema era un cilindro di 9,1 m di diametro, dotato di un'insegna a LED, una biglietteria e un ingresso al cinema. Una scala e delle scale mobili conducevano dal piano terra al cinema.
La parte della piazza all'estremità meridionale del lotto, di fronte a Columbus Circle, è sprofondata sotto il livello del suolo. La piazza circolare comprende una grande scalinata che conduce alla stazione 59th Street–Columbus Circle della metropolitana di New York. C'era anche un ingresso dell'edificio nella parte sprofondata della piazza.
Il globo del Columbus Circle, un globo terrestre d'argento largo 30 m dell'artista Kim Brandell, è stato installato di fronte all'edificio durante la sua conversione nel Trump International Hotel and Tower. Il globo è ispirato all'Unisphere nel Queens, il quartiere di New York City dove Trump era cresciuto. Secondo Trump, il globo era stato installato su suggerimento di un consulente di feng shui che aveva assunto.

### Facciata

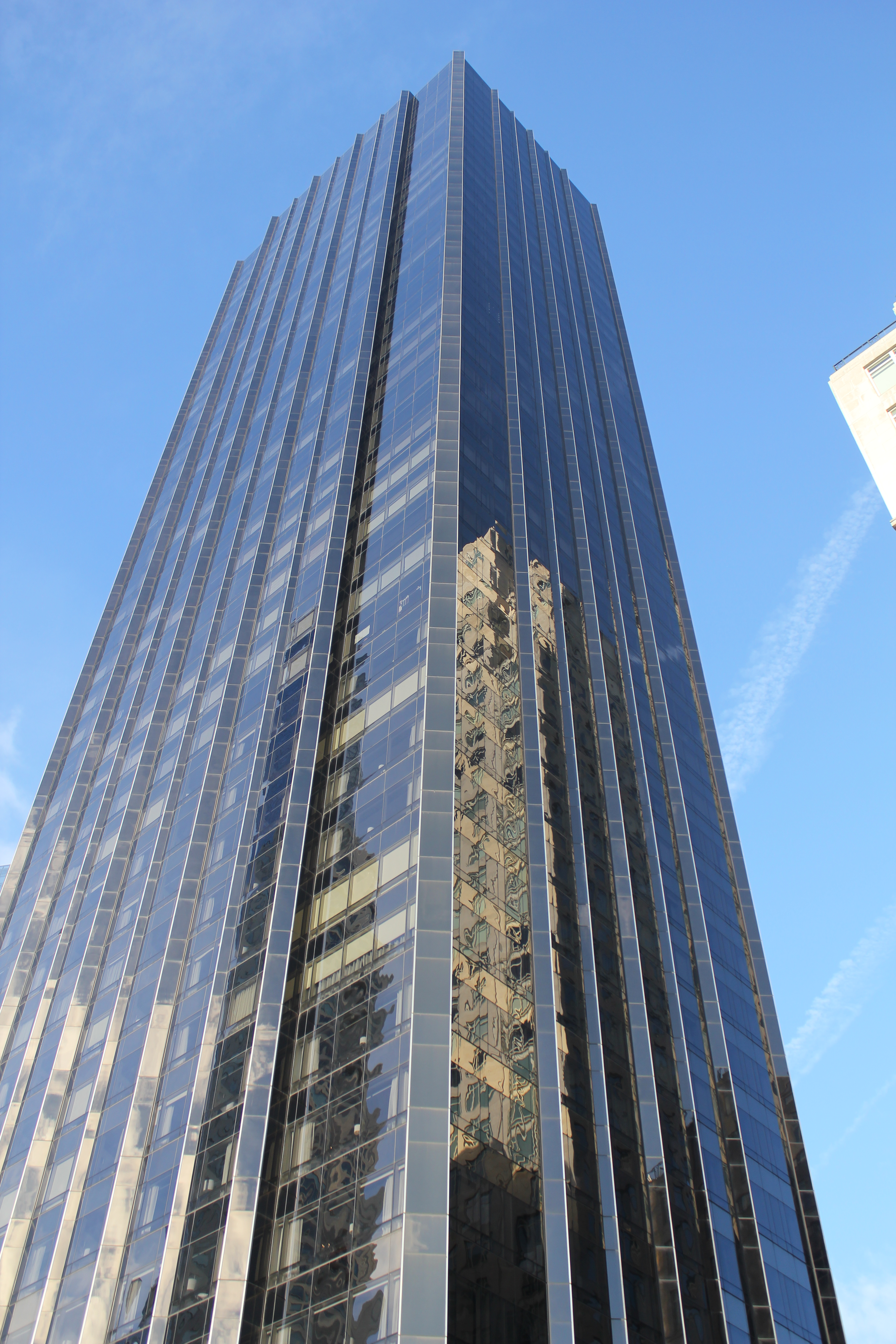
La facciata vista dalla 61esima Strada

Thomas Stanley aveva concepito il Gulf and Western Building come "una piacevole transizione da Central Park", sebbene il progetto fosse stato ampiamente criticato al momento del completamento dell'edificio. La facciata del Gulf and Western Building aveva originariamente colonne in acciaio, rivestite in marmo dalla piazza al quarto piano. Il granito nero veniva utilizzato nei pennacchi sopra le finestre del secondo e del terzo piano, mentre una fascia di marmo correva sopra il quarto piano. Il marmo doveva completare il New York Coliseum (in seguito demolito per il Deutsche Bank Center) e 2 Columbus Circle. Dal quinto piano in su, la facciata era composta da finestre prefabbricate in vetro grigio con telai in alluminio, nonché da montanti verticali in alluminio estruso dipinti di bianco. Un cartello rosso con la scritta "G&W" era originariamente montato in cima all'edificio.
Quando l'edificio fu ristrutturato a metà degli anni '90, la facciata fu rivestita di vetro scuro e acciaio. Trump aveva richiesto che fosse utilizzato il vetro, nonostante il fatto che alcuni dei progetti più contemporanei di Johnson, come 550 Madison Avenue, utilizzassero la pietra. Inizialmente Johnson aveva inteso modellare il nuovo design sul Seagram Building, che aveva contribuito a progettare negli anni '50.
L'acciaio della facciata è dipinto di un colore dorato, una tonalità che Trump ha utilizzato in molti dei suoi altri progetti. Johnson ha attribuito il colore dorato alla preferenza di Trump. Trump aveva originariamente voluto che la facciata fosse di un oro brillante, ma ha deciso di utilizzare una finitura opaca dopo aver assunto un consulente di feng shui, che gli ha detto di cambiarla per riflettere le nuvole nel cielo.